# Municipio de Conklin
El municipio de Conklin (en inglés: Conklin Township) es un municipio ubicado en el condado de Stutsman en el estado estadounidense de Dakota del Norte. En el año 2010 tenía una población de 12 habitantes y una densidad poblacional de 0,13 personas por km².

## Geografía
El municipio de Conklin se encuentra ubicado en las coordenadas 47°17′37″N 99°17′57″O / 47.29361, -99.29917. Según la Oficina del Censo de los Estados Unidos, el municipio tiene una superficie total de 92.92 km², de la cual 88,83 km² corresponden a tierra firme y (4,4 %) 4,08 km² es agua.

## Demografía
Según el censo de 2010, había 12 personas residiendo en el municipio de Conklin. La densidad de población era de 0,13 hab./km². De los 12 habitantes, el municipio de Conklin estaba compuesto por el 100 % blancos. Del total de la población el 0 % eran hispanos o latinos de cualquier raza.